# История о нас
«История о нас» (англ. The Story of Us) — кинофильм режиссёра Роба Райнера с участием Брюса Уиллиса и Мишель Пфайффер. Комедия, мелодрама.

## Сюжет
Бен и Кэти пятнадцать лет в браке, но уже не могут спокойно уживаться друг с другом и находятся на грани расставания. Все попытки сближения натыкаются на скопившееся за годы брака раздражение и завершаются ссорами. Однако в конце концов супруги найдут в себе силы принять друг друга со всеми недостатками…

## В ролях
| Актёр           | Роль                   |
| --------------- | ---------------------- |
| Брюс Уиллис     | Бен Джордан            |
| Мишель Пфайффер | Кэти Джордан           |
| Коллин Реннисон | Эрин Джордан в 10 лет  |
| Джейк Сендвиг   | Джош Джордан в 12 лет  |
| Кейси Боерсма   | Джош Джордан в 2,5 лет |
| Бетти Уайт      | Лилиан Джордан         |
| Роб Райнер      | Стэн                   |
| Рита Уилсон     | Рэйчел                 |
| Пол Райзер      | Дэйв                   |